# 파리 메트로 3호선

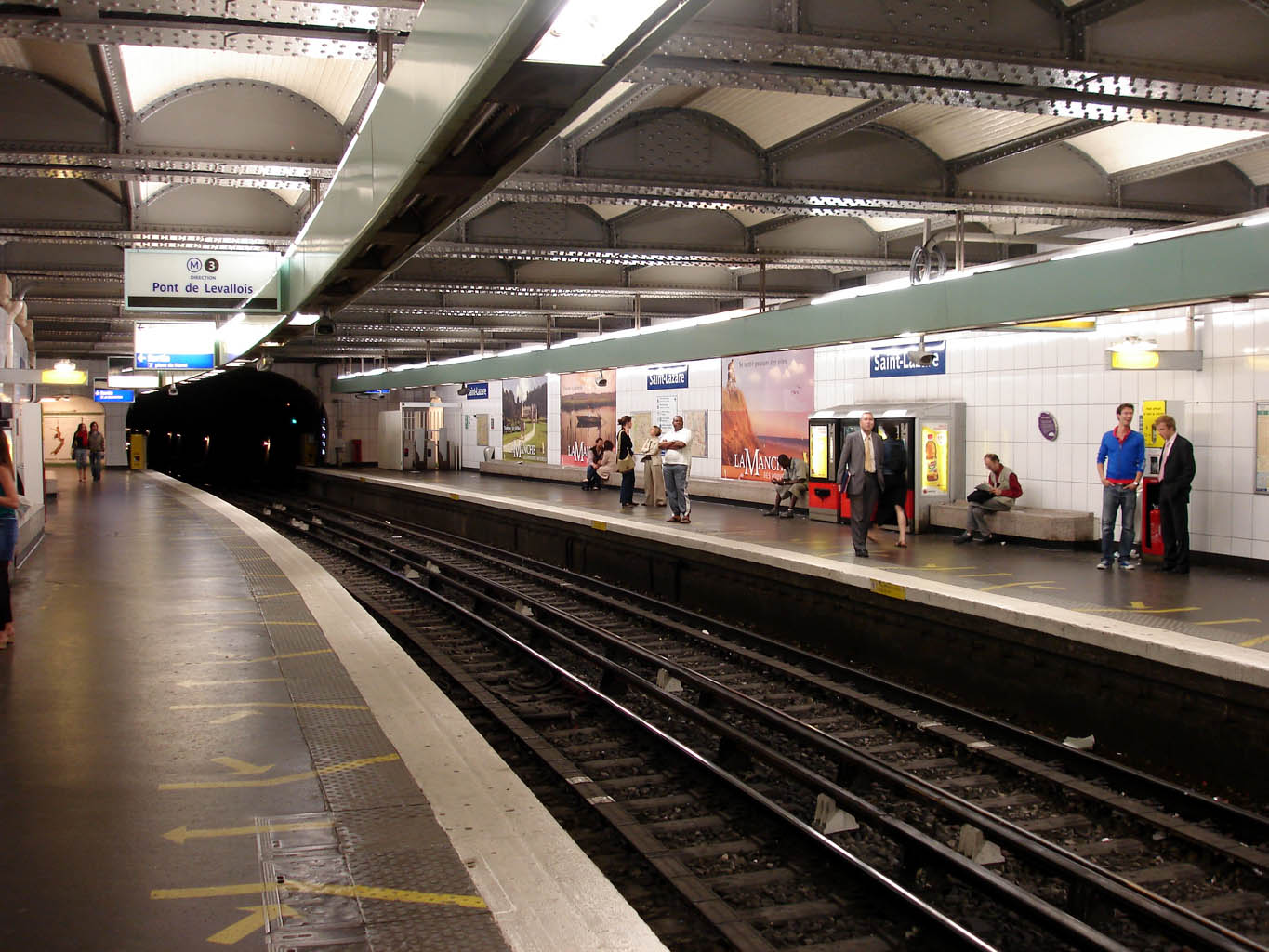
생라자르 역 승강장

파리 메트로 3호선(프랑스어: Ligne 3 du Métro de Paris)은 프랑스 일드프랑스 오드센주에 있는 퐁 드 르발루아-베콩 역과 일드프랑스 센생드니주에 있는 갈리에니 역을 있는 파리 교통공단(RATP)의 도시 철도 노선이다. 갈록색을 노선색으로 하고 있으며 파리 메트로를 구성하는 노선 중 하나이다.

## 노선 정보
- 총연장 : 11.7km
- 궤간 : 1435mm
- 역수 : 25
  - 역간 평균거리 : 486m
- 복선 구간 : 전 구간(우측통행)
- 전철 구간 : 전 구간(제3레일 방식, 직류750V)

## 연혁
1898년의 메트로 정비계획 상에서는 C선으로써 파리 서부의 포르트 마이요(Porte Maillot)에서 동부의 Ménilmontant에 이르는 노선으로 규정되어 샤를 드 골-에투알(Charles de Gaulle-Étoile)∼비예르(Villiers)간은 B선(2호선)과 공유하기로 되어 있었으나 포르트 마이요∼샤를 드 골-에투알 간이 1호선으로 변경되면서 비예르를 기점으로 변경되었다.
결과적으로 1904년에 비예르∼페르라세즈(Père Lachaise) 구간이 개통되고, 이듬해에 동쪽으로 감베타(Gambetta)까지 연장되었다. 이후 1910∼20년대에 걸쳐 동서로 지속적으로 연장되어 시 경계의 포르트 데 릴라(Porte des Lilas)와 포르트 드 샹페레(Porte de Champerret)에 이르렀다. 이후 서쪽으로는 퐁 드 르발루아-베콩(Pont de Levallois-Bécon)까지 연장되었다. 한편 동쪽으로는 1971년에 감베타∼갈리에니(Gallieni) 구간이 연장개통되면서 지금까지 3호선의 일부였던 감베타∼포르트 데 릴라 구간이 3bis호선으로 분리되었다.
- 1904년 10월 10일 : 비예르(Villiers)∼페르라세즈(Père Lachaise) 간 개통
- 1905년 1월 25일 : 페르라세즈(Père Lachaise)∼감베타(Gambetta) 간 연장개통
- 1910년 5월 23일 : 페레르(Pereire)∼비예르 간 연장개통
- 1911년 2월 15일 : 포르트 드 샹페레(Porte de Champerret)∼페레르 간 연장개통
- 1921년 11월 27일 : 감베타∼포르트 데 릴라(Porte des Lilas)간 연장개통(현 3bis호선)
- 1937년 9월 24일 : 퐁 드 르발루아-베콩(Pont de Levallois-Bécon)∼포르트 드 샹페레 간 연장개통
- 1971년 3월 23일 : 감베타∼포르트 데 릴라 간을 3bis호선으로 분리
- 1971년 4월 1일 : 감베타∼갈리에니(Gallieni) 간 연장개통

## 차량

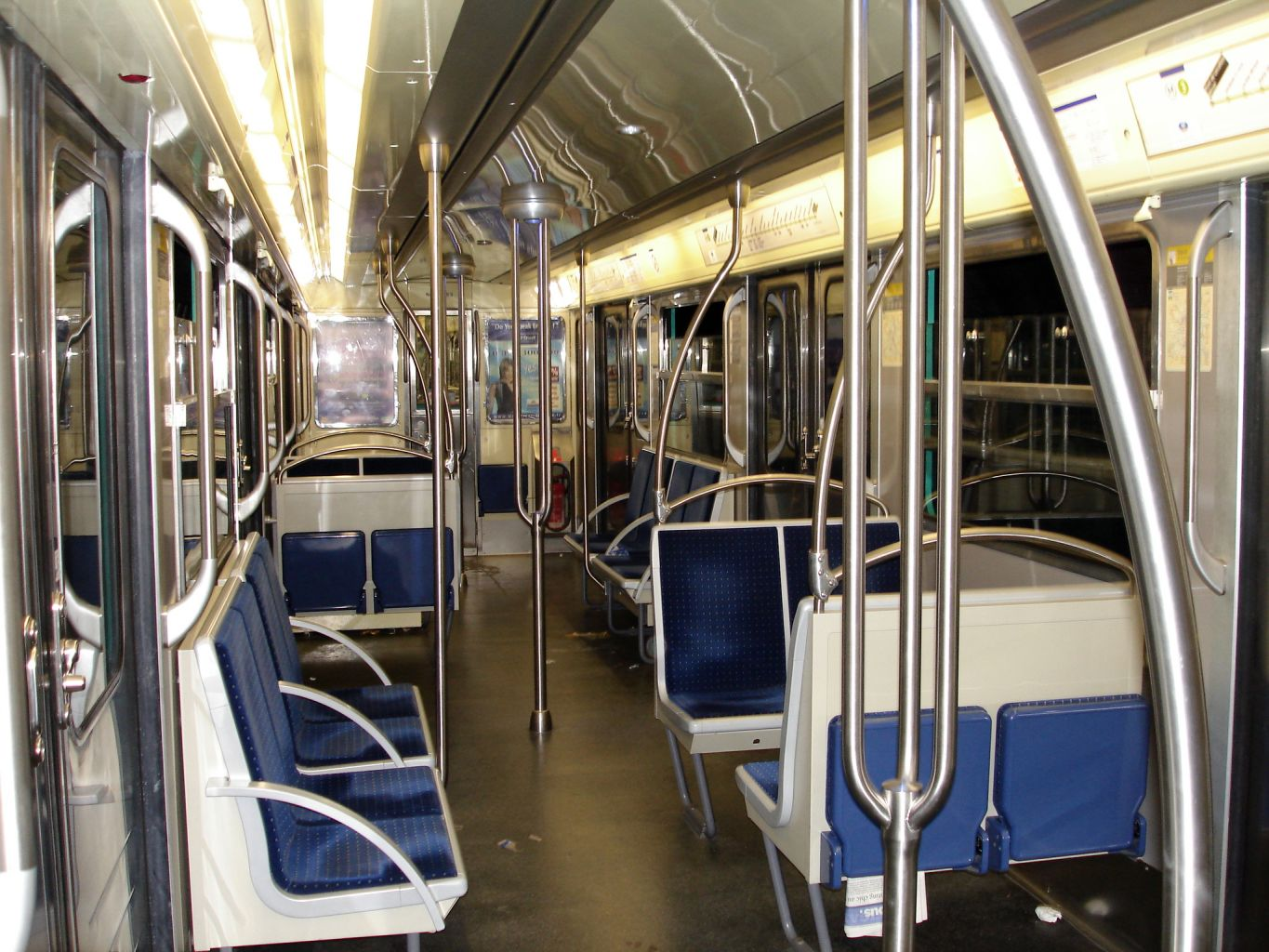
MF 67형 차내

1967년 이래로 MF 67형이 투입되어 운행되고 있다. 3호선은 동 형식이 최초로 영업운전을 개시한 노선이기도 하다.
MF 67형은 18m급의 4비차이며 차량간의 왕래는 비상시를 제외하면 불가능한 구조로, 3호선의 MF 67은 Mc-T-M-T-Mc의 5량 편성으로 되어 있다. 단 일부 편성은 Mc-M-T-T-Mc로 편성되어 있다.
차량기지는 Gambetta역 인근에 있는 Saint-Fargeau 기지가 사용되고 있으며 중검수는 7호선의 Choisy 기지에서 이뤄진다.

## 노선도 및 정거장

파리 메트로 3호선 노선도

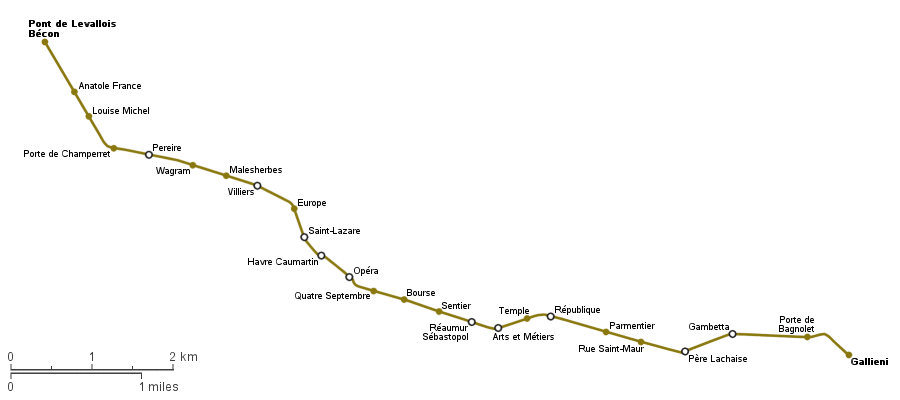
파리 메트로 3호선 노선도

### 역 목록
|  |   |  | 역명(한국어)        | 역명(불어)                | 좌표                                                               | 소재지                         | 연결 노선 |
|  | - |  | ------------------- | ------------------------- | ------------------------------------------------------------------ | ------------------------------ | --- |
|  | ■ |  | 퐁 드 르발루아-베콩 | Pont de Levallois - Bécon | 북위 48° 53′ 50″ 동경 2° 16′ 51″ / 북위 48.897313° 동경 2.280787°  | 르발루아페레                   | |
|  | • |  | 아나톨 프랑스       | Anatole France            | 북위 48° 53′ 31″ 동경 2° 17′ 08″ / 북위 48.892022° 동경 2.285536°  | 르발루아페레                   | |
|  | • |  | 루이스 미셸         | Louise Michel             | 북위 48° 53′ 21″ 동경 2° 17′ 17″ / 북위 48.889273° 동경 2.288073°  | 르발루아페레                   | |
|  | • |  | 포르트 드 샹페레    | Porte de Champerret       | 북위 48° 53′ 09″ 동경 2° 17′ 37″ / 북위 48.885851° 동경 2.293487°  | 파리 17구                      | |
|  | • |  | 페레르              | Pereire Maréchal Juin     | 북위 48° 53′ 05″ 동경 2° 17′ 57″ / 북위 48.884648° 동경 2.299211°  | 파리 17구                      | 셔틀 버스 |
|  | • |  | 와그람              | Wagram                    | 북위 48° 53′ 03″ 동경 2° 18′ 13″ / 북위 48.884057° 동경 2.303668°  | 파리 17구                      | |
|  | • |  | 말제브              | Malesherbes               | 북위 48° 52′ 57″ 동경 2° 18′ 40″ / 북위 48.882476° 동경 2.311002°  | 파리 17구                      | |
|  | • |  | 비예르              | Villiers                  | 북위 48° 52′ 52″ 동경 2° 18′ 54″ / 북위 48.88113° 동경 2.314867°   | 파리 8구, 파리 17구            | 파리 메트로 · 파리 메트로 Line 2호선                                                                             |
|  | • |  | 유럽                | Europe                    | 북위 48° 52′ 44″ 동경 2° 19′ 21″ / 북위 48.878821° 동경 2.32238°   | 파리 8구                       | |
|  | • |  | 생라자르            | Saint-Lazare              | 북위 48° 52′ 32″ 동경 2° 19′ 36″ / 북위 48.87549° 동경 2.32664°    | 파리 8구                       | TER 오트노르망디 Intercités Normandie                                                                            |
|  | • |  | 아브라-코마르랑     | Havre - Caumartin         | 북위 48° 52′ 24″ 동경 2° 19′ 41″ / 북위 48.873465° 동경 2.327968°  | 파리 9구                       | 파리 메트로 · 파리 메트로 Line 9호선 · RER 선 · RER A선                                                          |
|  | • |  | 오페라              | Opéra                     | 북위 48° 52′ 14″ 동경 2° 19′ 56″ / 북위 48.870636° 동경 2.3323526° | 파리 2구, 파리 9구             | 파리 메트로 · 파리 메트로 Line 7호선 · 파리 메트로 Line 8호선 · RER 선 · RER A선                                 |
|  | • |  | 카트르-셉텅브르     | Quatre-Septembre          | 북위 48° 52′ 10″ 동경 2° 20′ 12″ / 북위 48.869574° 동경 2.336633°  | 파리 2구                       | |
|  | • |  | 부르스              | Bourse                    | 북위 48° 52′ 07″ 동경 2° 20′ 29″ / 북위 48.868738° 동경 2.34137°   | 파리 2구                       | |
|  | • |  | 샹티에              | Sentier                   | 북위 48° 52′ 03″ 동경 2° 20′ 47″ / 북위 48.8676° 동경 2.3464°      | 파리 2구                       | |
|  | • |  | 레오뮈르-세바스토폴 | Réaumur - Sébastopol      | 북위 48° 51′ 58″ 동경 2° 21′ 09″ / 북위 48.86611° 동경 2.35250°    | 파리 2구, 파리 3구             | 파리 메트로 · 파리 메트로 Line 4호선                                                                             |
|  | • |  | 아트제메티에르      | Arts et Métiers           | 북위 48° 51′ 56″ 동경 2° 21′ 22″ / 북위 48.8655° 동경 2.3561°      | 파리 3구                       | 파리 메트로 · 파리 메트로 Line 11호선                                                                            |
|  | • |  | 탕플                | Temple                    | 북위 48° 51′ 59″ 동경 2° 21′ 38″ / 북위 48.866488° 동경 2.360595°  | 파리 3구                       | |
|  | • |  | 레퓌블리크          | République                | 북위 48° 52′ 03″ 동경 2° 21′ 50″ / 북위 48.867503° 동경 2.363811°  | 파리 3구, 파리 10구, 파리 11구 | 파리 메트로 · 파리 메트로 Line 5호선 · 파리 메트로 Line 8호선 · 파리 메트로 Line 9호선 · 파리 메트로 Line 11호선 |
|  | • |  | 파르망티에          | Parmentier                | 북위 48° 51′ 55″ 동경 2° 22′ 28″ / 북위 48.865299° 동경 2.374381°  | 파리 11구                      | |
|  | • |  | 뤼생모르            | Rue Saint-Maur            | 북위 48° 51′ 52″ 동경 2° 22′ 46″ / 북위 48.864335° 동경 2.379448°  | 파리 11구                      | |
|  | • |  | 페르라세즈          | Père Lachaise             | 북위 48° 51′ 47″ 동경 2° 23′ 15″ / 북위 48.862921° 동경 2.387388°  | 파리 11구, 파리 20구           | 파리 메트로 · 파리 메트로 Line 2호선                                                                             |
|  | • |  | 감베타              | Gambetta                  | 북위 48° 51′ 54″ 동경 2° 23′ 54″ / 북위 48.864947° 동경 2.398451°  | 파리 20구                      | 파리 메트로 · 파리 메트로 Line 3bis호선                                                                          |
|  | • |  | 포르트 드 바뇰레    | Porte de Bagnolet         | 북위 48° 51′ 52″ 동경 2° 24′ 26″ / 북위 48.864565° 동경 2.407278°  | 파리 20구                      | 일드프랑스 트램 · 일드프랑스 트램 3b호선                                                                         |
|  | ■ |  | 갈리에니            | Gallieni Parc de Bagnolet | 북위 48° 51′ 49″ 동경 2° 24′ 57″ / 북위 48.86350° 동경 2.41578°    | 바뇰레                         | |

(굵은 글씨의 역은 특정 통행의 시종착역으로 사용된다.)

## 역 상세 정보

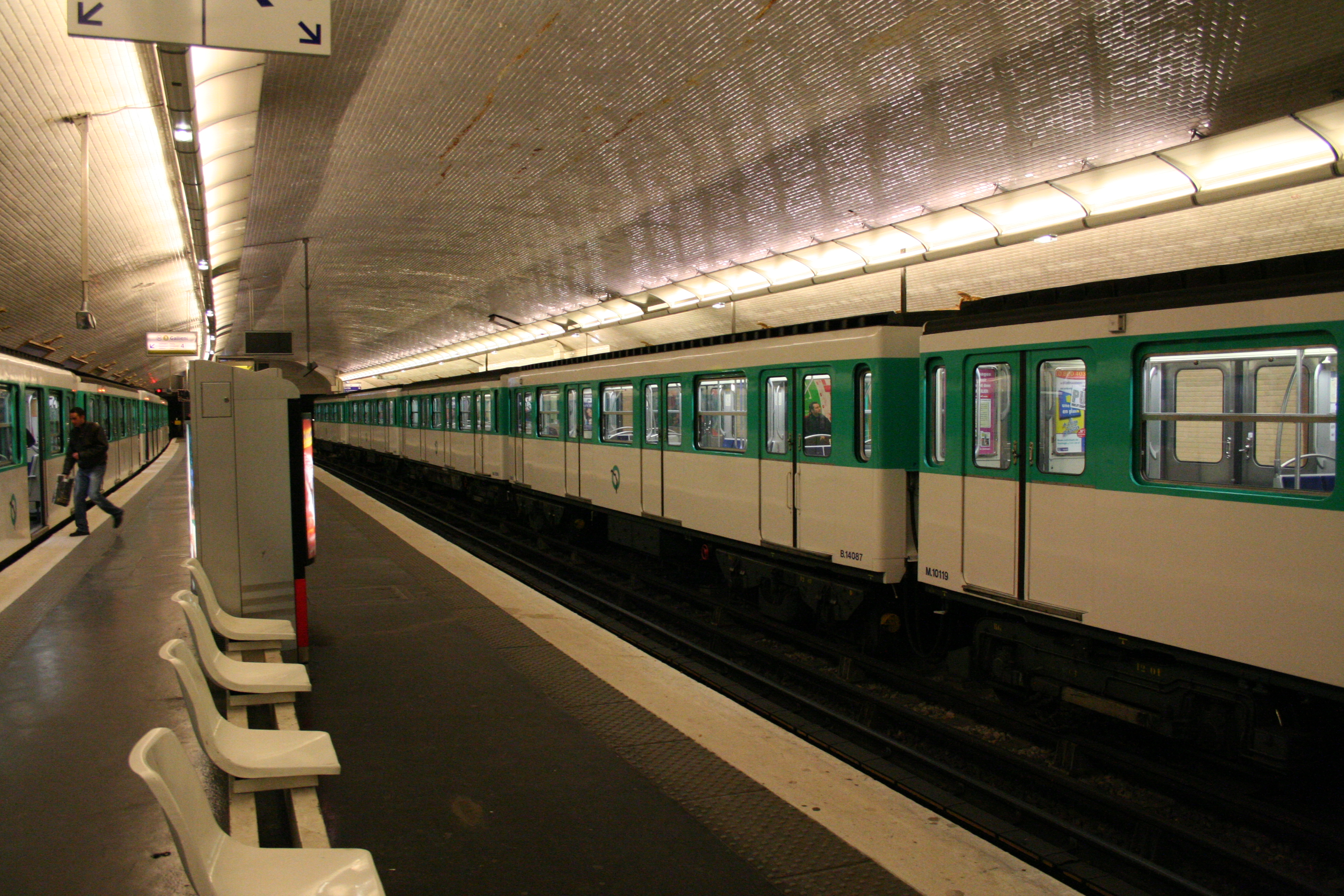
퐁 드 르발루아-베콩역 승강장

- 퐁 드 르발루아-베콩(Pont de Levallois-Bécon)
  - 역명은 인근의 교량에서 따왔다. 승강장은 섬식+상대식의 2면3선의 구조이며 서북쪽으로 3개의 유치선이 있다.
- 아나톨 프랑스(Anatole France)
- 루이스 미셸(Louise Michel)
  - 개통시의 역명은 Vallier로 1946년 5월 1일에 현재의 이름으로 바뀌었다.
- 포르트 드 샹페레(Porte de Champerret)
  - 2면4선의 쌍섬식 승강장으로 역의 북서쪽에는 회차용의 루프선이 남아 있어 유치선으로 사용되고 있다.
- 페레르(Pereire)
  - RER C호선의 Pereire-Levallois역과도 연결되어 있어 환승 가능.
- 와그람(Wagram)
- 말제브(Malsherbes)
- 비예르(Villiers)
  - 접속노선 :  ■2호선
  - 원래 2호선과 동일평면상에 있었으나 연장을 위해 더 깊게 이설했다. 아울러 서쪽으로 회차용으로 사용하던 루프선이 남아 있다.
- 유럽(Europe)
  - 역명은 생라자르 역 북쪽에 있는 Europe 광장에서 유래한다. 이 광장으로 접속되는 길에는 유럽의 주요 도시의 이름이 붙여져 있다.

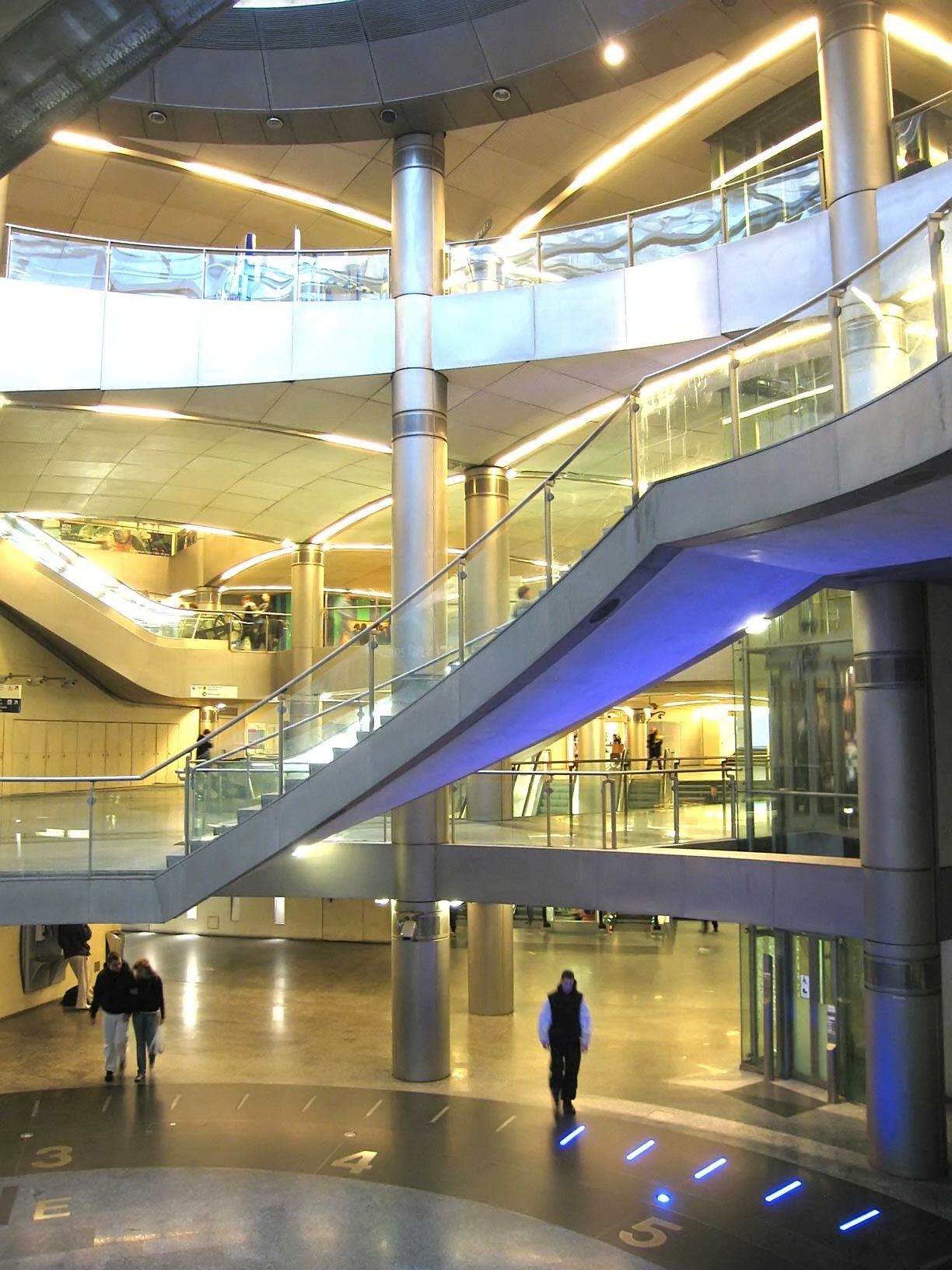
생라자르 역 환승통로

- 생라자르(Saint-Lazare)
  - 접속노선 :  ■12호선, ■13호선, ■14호선
  - 9호선의 Saint-Augustin역, RER E호선의 Haussmann-Saint-Lazare역과도 연결되어 있어 환승 가능. 생 라자르 기차역과도 인접해 있다.
- 아브라-코마르랑(Havre-Caumartin)
  - 접속노선 :  ■9호선
  - 개통시의 역명은 Caumartin으로 1926년에 현재의 역명으로 바뀌었다. RER A호선의 Auber역과도 연결되어 있어 환승 가능.
- 오페라(Opéra)
  - 접속노선 :  ■7호선, ■8호선
  - RER A호선의 Auber역과도 연결되어 있어 환승 가능. 아울러 역의 서쪽으로 7호선과의 연결선이 분기한다.
- 카트르-셉텅브르(Quatre-Septembre)
  - 이름 그대로 9월 4일 광장의 지하에 있는 역으로, 9월 4일은 제2제정이 붕괴하고 제3공화정이 출범한 1870년 9월 4일에서 유래한다.

- 부르스(Bourse)

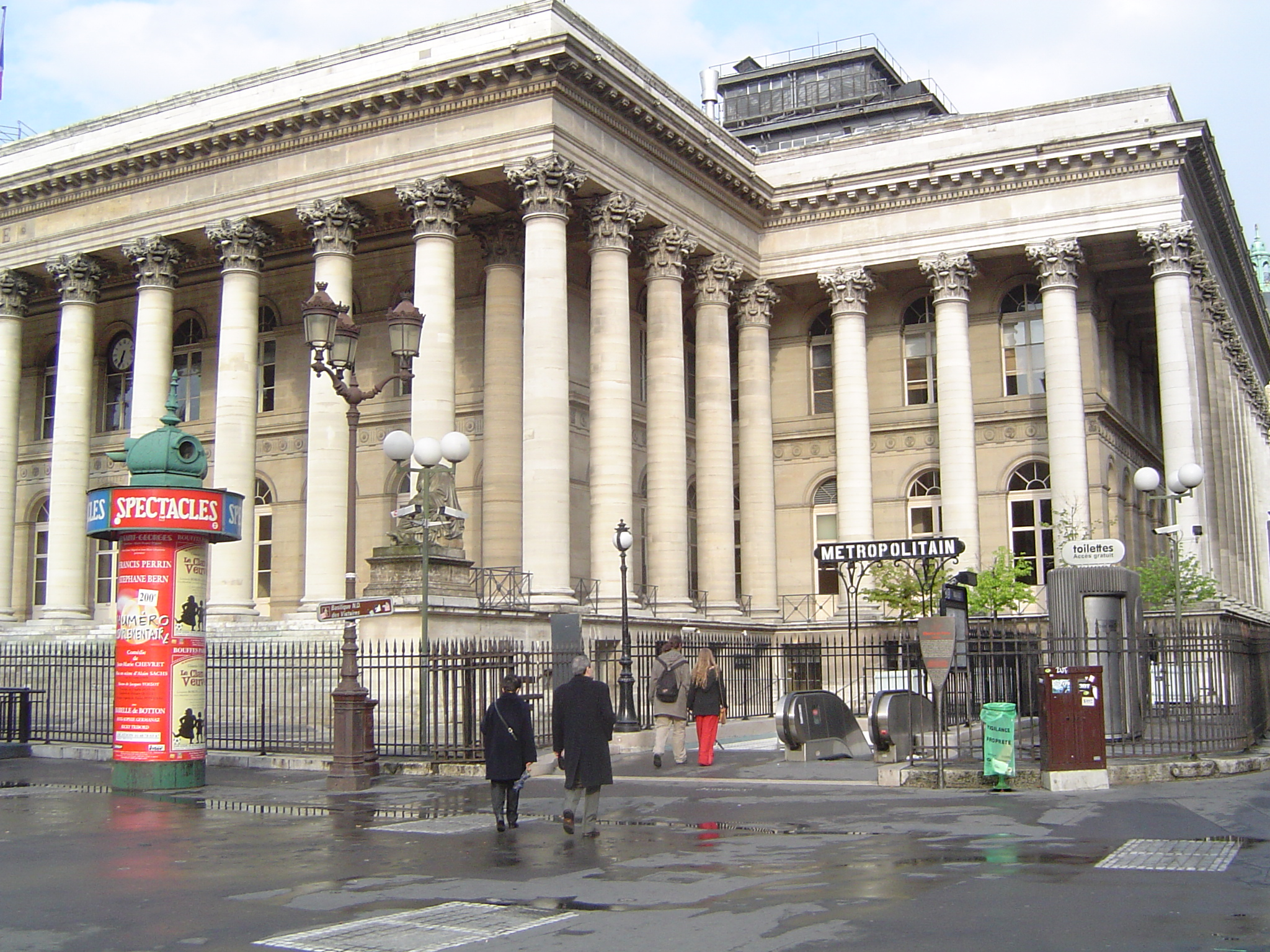
부르스 역 출구

  - 구 파리 증권거래소(Bourse de Paris)가 근처에 있다.
- 샹티에(Sentier)
- 레오뮈르-세바스토폴(Réaumur-Sébastopol)
  - 접속노선 :  ■4호선
  - 개통시의 역명은 Rue Saint-Denis로, 1907년 10월 15일에 현재의 이름으로 바뀌었다. Réaumur-Sébastopol∼Arts et Métiers 사이에 11호선과의 연결선이 분기한다.
- 아트제메티에르(Arts et Métiers)
  - 접속노선 :  ■11호선
  - 프랑스 국립 공예원(Conservatoire national des Arts et Métiers）이 근처에 있다.
- 탕플(Temple)
  - 템플 기사단의 건물이 있었던 곳이다.
- 레퓌블리크(République)
  - 접속노선 :  ■5호선, ■8호선, ■9호선, ■11호선
  - République 광장의 지하에 있다. République∼Parmentier 사이에 5호선과의 연결선이 분기한다. 14호선이 개통되기 전에는 가장 많은 노선이 교차하는 환승역이었다.
- 파르망티에(Parmentier)
- 뤼생모르(Rue Saint-Maur)
  - 개통시의 역명은 Saint-Maur로, 1998년 9월 1일에 현재의 이름으로 바뀌었다. Rue Saint-Maur∼Père Lachaise 사이에 2호선과의 연결선이 분기한다.
- 페르라세즈(Père Lachaise)
  - 접속노선 :  ■2호선
- 마탱 나도 역(Martin Nadaud)(폐역)
  - (구)Gambetta역의 서쪽 235m 거리에 위치한 역으로 1969년에 Gambetta역이 서쪽으로 이설되면서 1969년 8월 23일에 폐역되었다. Martin Nadaud역의 승강장은 현재 Gambetta역의 여객통로로 사용되고 있으며 아울러 (구)Gambetta역은 현재 3bis호선의 역으로 사용되고 있다.
- 감베타(Gambetta)
  - 접속노선 :  ■3bis호선
  - 역 동쪽으로 유치선과 및 차량기지로의 연결선이, 역 서쪽으로 3bis호선과의 연결선이 각각 분기한다. 3bis호선의 독립에 앞서 1969년에 서쪽으로 이설되었다.
- 포르트 드 바뇰레(Porte de Bagnolet)
- 갈리에니(Gallieni)
  - 승차용의 1면2선과 하차용의 1면2선을 갖춘 쌍섬식 승강장.

## 같이 보기
- 지하철 목록

## 참고 문헌
- Jean Tricoire, Un Siècle de Métro en 14 Lignes: De Bienvenüe à Météor, 제3판, La Vie du Rail, 2004년, ISBN 2-915034-32-X.